# Eta Corvi
Eta Corvi (η Corvi, förkortat Eta Crv, η Crv) som är stjärnans Bayerbeteckning, är en ensam stjärna belägen i den nordöstra delen av stjärnbilden Korpen. Den har en skenbar magnitud på 4,30 och är synlig för blotta ögat där ljusföroreningar ej förekommer. Baserat på parallaxmätning inom Hipparcosuppdraget på ca 54,7 mas, beräknas den befinna sig på ett avstånd på ca 60 ljusår (ca 18 parsek) från solen. 

## Egenskaper
Eta Corvi är en gul till vit stjärna i huvudserien av spektralklass F2 V. Den har en massa som är ca 1,5  gånger större än solens massa, en radie som är ca 1,2 gånger större än solens och utsänder från dess fotosfär ca 5 gånger mera energi än solen vid en effektiv temperatur på ca 6 950 K. Två omgivande stoftskivor har observerats kring stjärnan, en på ett avstånd på ca 100 - 150 AE, och en hetare vid ca 3,5 AE.
Eftersom Poynting-Robertson-effekten skulle leda till att stoft i den yttre skivan skulle sugas in i stjärnan inom 20 miljoner år – en mycket kortare tid än stjärnans ålder - innebär den observerade närvaron av stoft i ytterskivan att den hela tiden måste fyllas på. Man tror att detta händer genom kollisionerna av planetesimalerna, som kretsar på ett avstånd av ca 150 AE, som stegvis delas upp i mindre och mindre bitar och så småningom blir stoft. Den inre skivans ursprung är oklart. Den kan ha härstammat från planetesimaler som nyligen har flyttat från konstellationens yttre områden till den inre delen, i en process som liknar det sena tunga bombardemanget i vårt solsystems historia och därefter malts till stoft genom kollisioner.